# Philip Ifil
Philip Ifil (Londen, 18 november 1986) is een Engels professioneel voetballer die uitkomt voor Colchester United. Zijn roots liggen in Saint Lucia.

## Carrière
De verdediger maakte zijn debuut bij Tottenham Hotspur in een wedstrijd tegen Liverpool, op de eerste dag van het seizoen 2004-05. Tot dusver heeft hij drie keer opgetreden op het hoogste niveau, waarvan twee keer in het seizoen 2004-2005. Zijn derde optreden kwam pas anderhalf jaar later, in de in 3-3 geëindigde wedstrijd tegen Wigan Athletic. In de tussentijd werd hij uitgeleend aan Millwall FC. Eind 2007 werd hij eventjes uitgeleend aan FC Southampton. In 2008 vertrok hij definitief naar Colchester United waar hij een basisplaats heeft.
Ifil maakte deel uit van het nationale elftal van Engeland onder-20 op het het Wereldkampioenschap voetbal onder 20 van 2003 in de Verenigde Arabische Emiraten.

## Trivia
- Hij is de broer van Jerel Ifil, eveneens profvoetballer.